# Vitbröstad seglare
Vitbröstad seglare (Cypseloides lemosi) är en fågel i familjen seglare.

## Utseende
Vitbröstad seglare är en rätt liten seglare. Fjäderdräkten är helsvart förutom en vit fläck på bröstet i varierande storlek. Stjärten är tvärt avskuren eller bara lite kluven. Den är mycket mindre och mer kompakt än vanligare halsbandsseglaren.

## Utbredning och systematik
Fågeln förekommer i sydvästra Colombia (berg i övre Cauca). Den behandlas som monotypisk, det vill säga att den inte delas in i några underarter.

## Levnadssätt
Vitbröstad seglare är en sällsynt och dåligt känd seglare. Enstaka fåglar eller smågrupper kan ses i bergstrakter eller över intilliggande låglänta områden, ofta med andra seglare, framför allt fläckpannad seglare och kastanjeseglare.

## Status
Trots det begränsade utbredningsområdet och att den tros minska i antal anses beståndet vara livskraftigt av internationella naturvårdsunionen IUCN.

## Namn
Fågelns vetenskapliga artnamn hedrar Antonio José Lemos-Gúzman (1900-1967), colombiansk läkare, historiker, politiker och guvernör över Cauca.